# Joe Hawkins
Pour les articles homonymes, voir Hawkins.

a Compétitions nationales et continentales officielles uniquement.

b Matchs officiels uniquement.
Dernière mise à jour le 4 août 2025.
Joe Hawkins, né le 11 juin 2002 à Swansea (pays de Galles), est un joueur international gallois de rugby à XV évoluant au poste de centre.

## Biographie

### Jeunesse et formation
Joe Hawkins naît à Swansea, au pays de Galles, dans une famille de joueurs de rugby à XV et est originaire de Ystalyfera. Son père, David, a joué pour le Aberavon RFC ainsi que pour le Carmarthen Quins RFC (en), tandis que son oncle, Dan, a joué comme demi de mêlée pour le Swansea RFC et Neath RFC.
Il commence la pratique du rugby à XV au sein du club de Pontardawe RFC (en), puis étudie à la Cwmtawe Community School (en) et rejoint le club de Neath Athletic RFC. Il joue également avec Swansea Valley dans les catégories des moins de 15 ans avant de rejoindre l'Academy (centre de formation) des Ospreys dès les moins de 16 ans.
En parallèle de sa carrière, il réalise des études liées au sport au Neath Port Talbot College (en) et joue pour l'équipe de rugby de l'établissement,.
Joe Hawkins évolue principalement au poste de premier centre mais peut également jouer en demi d'ouverture et buter. Au niveau international, il connaît les sélections des moins de 18 ans, puis des moins de 19 ans et est ensuite retenu par l'équipe du pays de Galles des moins de 20 ans pour participer au Tournoi des Six Nations des moins de 20 ans 2020.

### Début de carrière avec les Ospreys et premières sélections avec le pays de Galles (2020-2023)
Joe Hawkins fait ses débuts professionnels lors de la saison 2020-2021 du Pro14 avec les Ospreys contre les Zebre lors de la quatrième journée à l'âge de 18 ans, il est alors associé au centre avec l'international gallois Scott Williams. Cette saison-là, il joue neuf autres rencontres avec les Ospreys. À l'issue de la saison, il est de nouveau sélectionné pour le Tournoi des Six Nations des moins de 20 ans, 
La saison suivante, il inscrit son premier essai en professionnel contre le Connacht mais s'incline 46 à 18 avec son équipe. En janvier 2022, il découvre la Coupe d'Europe lors d'un match contre les Sale Sharks. Puis à partir du mois suivant, il dispute le Tournoi des Six Nations des moins de 20 ans 2022. En juin, il est rappelé pour participer aux Six Nations Summer Series et est notamment nommé capitaine de cette sélection. Avec ses coéquipiers, ils sont battus en finale de la compétition, 47 à 27, par l'Afrique du Sud.
Pendant la saison 2022-2023, il prend de l'ampleur au sein de l'effectif des Ospreys et gagne en temps de jeu. En octobre 2022, il est récompensé de sa progression en étant appelé par le sélectionneur du pays de Galles, Wayne Pivac, pour les test matchs de fin d'année. Il fait ses débuts internationaux le 26 novembre en tant que titulaire au poste de premier centre, où il est associé à son coéquipier aux Ospreys George North, contre l'équipe d'Australie. En début d'année suivante, le nouveau sélectionneur du XV du Poireau, Warren Gatland, le sélectionne pour le Tournoi des Six Nations 2023. Il est titularisé pour les quatre premières journées,,,. Après la compétition, il est cité comme l'une des révélations côté gallois, malgré le Tournoi décevant de son équipe qui a gagné seulement une rencontre. En cours de Tournoi, des rumeurs l'envoient au club des Exeter Chiefs mais le club dément ces dernières. Toutefois, deux mois plus tard, il signe officiellement pour ce club à partir de la saison 2023-2024. Un choix discuté au pays de Galles, car il rend possiblement Hawkins inéligible pour la sélection galloise en vue de la Coupe du monde 2023, car il ne compte que cinq sélections sur les vingt-cinq requises pour être sélectionnable en jouant à l'étranger. En mai suivant, il n'est de ce fait pas retenu dans la pré-liste pour préparer la Coupe du monde à cause de son transfert aux Exeter Chiefs. Quelques jours après l'annonce de cette pré-liste, il justifie son choix par le fait qu'il était sous-payé chez les Ospreys. Pour sa dernière saison au pays de Galles, il dispute un total de onze rencontres avec sa province, dont quatre en tant que titulaire.

### Départ en Angleterre et croix sur la sélection galloise (2023-2025)
Joe Hawkins dispute ses premiers matchs en Angleterre avec les Exeter Chiefs dans le cadre de la Premiership Rugby Cup disputée durant la période de Coupe du monde, il prend part à quatre rencontres et est titulaire à trois reprises. Il fait ses débuts en Premiership pour le compte de la troisième journée en entrant en jeu en seconde période, son équipe s'impose 43 à 0 contre les Sale Sharks. Plus tard dans la saison, il écope d'un carton rouge à la suite d'un plaquage dangereux lors d'une rencontre de Champions Cup sur le terrain de l'Aviron bayonnais. Il est suspendu trois semaines pour ce geste. Pour sa première saison en Angleterre, il réalise une saison moyenne mais dispute tout de même vingt-et-une rencontres, dont quatorze en tant que titulaire.
Lors de la pré-saison 2024-2025, à l'occasion du dernier match de préparation, il réalise une bonne performance et reçoit les éloges de son entraîneur Rob Baxter qui lui indique qu'il s'attend à plus de match de ce niveau de sa part. Cependant, malgré le fait qu'il ait commencé les cinq premiers matchs de la saison de Premiership en tant que titulaire, il perd petit à petit sa place et n'est plus utilisé pendant un temps. Étant en fin de contrat à l'issue de la saison, un retour au pays de Galles est évoqué, alors que Warren Gatland espère pouvoir le sélectionner à nouveau,,. Finalement, il fait son retour sur les terrains à la mi-janvier, après n'avoir plus été utilisé depuis début novembre. À cette même période, il est annoncé qu'il a signé un pré-contrat avec Cardiff Rugby en vue de la saison prochaine. Cependant, en mars, il signe finalement un contrat avec les Scarlets pour la saison 2025-2026, le rendant donc de nouveau éligible pour le XV du Poireau. Quelques jours plus tard, il est titulaire lors de la défaite 48 à 14 à domicile de son club en finale de la Premiership Rugby Cup (en) contre Bath Rugby. Pour sa dernière saison aux Exeter Chiefs, il prend part à seize rencontres, dont une seule en tant que remplaçant.

## Statistiques

### En club
| Saison              | Club                | Compétition                | Matchs | Points | Essais |
| ------------------- | ------------------- | -------------------------- | ------ | ------ | ------ |
| 2020-2021           | Ospreys             | Pro14                      | 6      | -      | -      |
| 2020-2021           | Ospreys             | Pro14 Rainbow Cup          | 4      | -      | -      |
| 2021-2022           | Ospreys             | United Rugby Championship  | 6      | 5      | 1      |
| 2021-2022           | Ospreys             | Coupe d'Europe             | 1      | 5      | -      |
| 2022-2023           | Ospreys             | United Rugby Championship  | 7      | -      | -      |
| 2022-2023           | Ospreys             | Champions Cup              | 4      | -      | -      |
| Total Ospreys       | Total Ospreys       | Total Ospreys              | 28     | 10     | 1      |
| 2023-2024           | Exeter Chiefs       | Premiership                | 13     | -      | -      |
| 2023-2024           | Exeter Chiefs       | Champions Cup              | 4      | -      | -      |
| 2023-2024           | Exeter Chiefs       | Premiership Rugby Cup (en) | 4      | -      | -      |
| 2024-2025           | Exeter Chiefs       | Premiership                | 8      | -      | -      |
| 2024-2025           | Exeter Chiefs       | Champions Cup              | 1      | -      | -      |
| 2024-2025           | Exeter Chiefs       | Premiership Rugby Cup (en) | 7      | -      | -      |
| Total Exeter Chiefs | Total Exeter Chiefs | Total Exeter Chiefs        | 37     | 0      | 0      |

### En équipe nationale
Joe Hawkins compte 5 capes en équipe du pays de Galles, dont 5 en tant que titulaire, depuis sa première sélection le 26 novembre 2022 face à l'Australie.
| Année | Compétition | Matchs | Points | Essais |
| ----- | ----------- | ------ | ------ | ------ |
| 2022  | Test matchs | 1      | -      | -      |
| 2023  | Six Nations | 4      | -      | -      |
| Total | Total       | 5      | 0      | 0      |

## Palmarès

### En club
- Finaliste de la Coupe d'Angleterre en 2025 (en) avec les Exeter Chiefs.

### En équipe nationale
- Finaliste des Six Nations Summer Series en 2022 avec l'équipe du pays de Galles des moins de 20 ans.